# Simplex Nthala
Simplex Nthala (Blantire, 24 de fevereiro de 1988) é um futebolista malauiano que atua como goleiro.

## Carreira
Simplex Nthala representou o elenco da Seleção Malauiana de Futebol no Campeonato Africano das Nações de 2010.